# Жальгіріс (стадіон)
Стадіон «Жальгіріс» (лит. Žalgirio stadionas) — багатофункціональний стадіон у місті Вільнюс, Литва. Розташовувався в Жирмунайському старостві Вільнюса на вулиці Рінктінес (Rinktinės g. 3/11). Вміщував 15 029 вболівальників, використовувався представником першого дивізіону І-Ліги — РЕО (Вільнюс). Найбільший стадіон Литви. Автор проекту — Віктор Анікін. Названий на честь Грюнвальдської битви.

## Історія

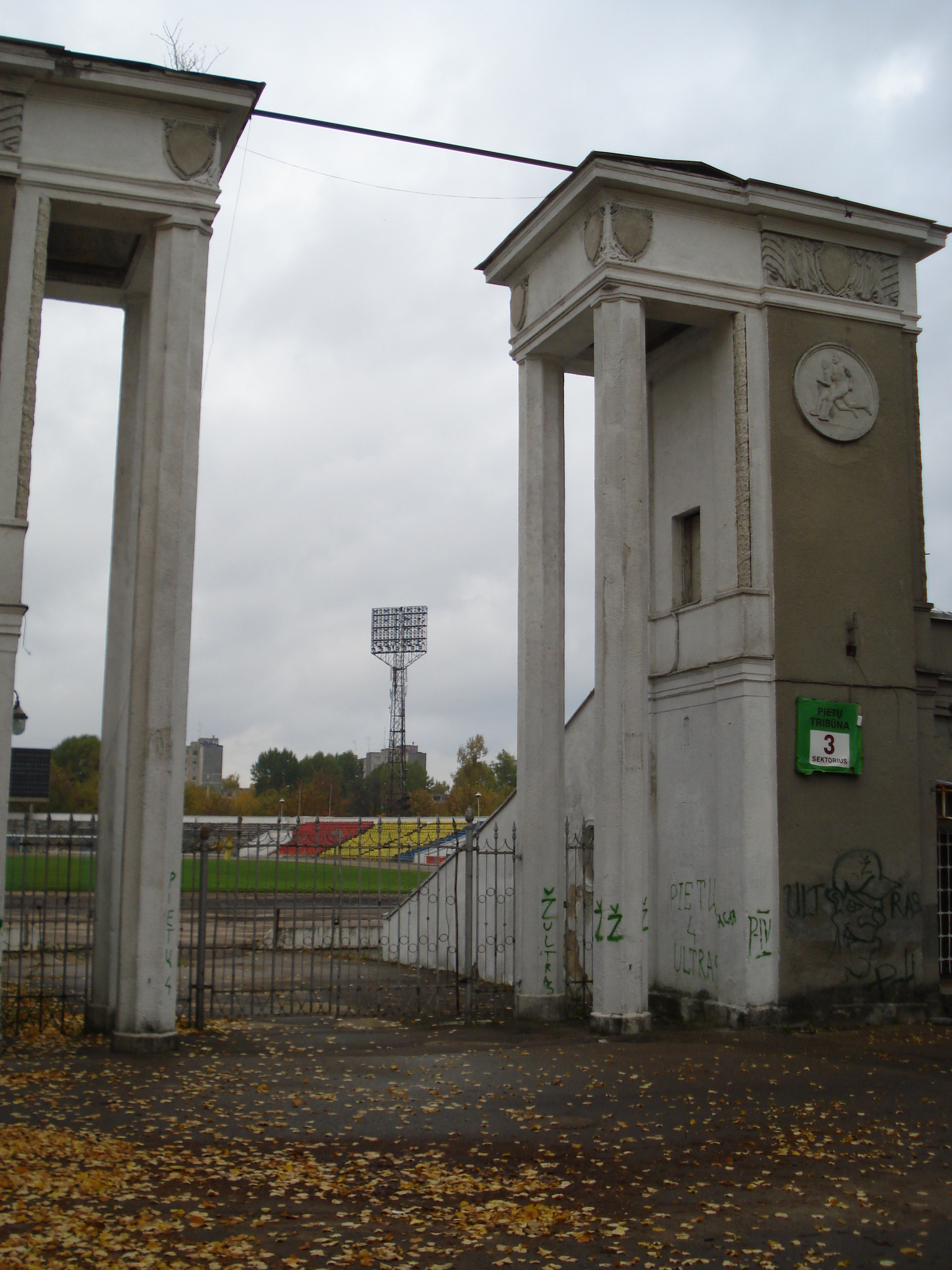
Головні ворота стадіону

Побудований на початку 20-х років XX століття Військовим Спортивним Товариством «Погонь» (Вільно) на осквернених могилах євреїв, на старому єврейському цвинтарі Вільнюса. На цьому стадіоні також виступала футбольна команда спортивного товариства «Лауда» (Вільно). У 1924 році на цьому стадіоні відбувся зліт соколят східних кресів, також були побудовані трибуни. Під час повторного відкриття закладу в 1929 році, який відтоді носив назву «Міський стадіон» «Погонь» (Вільно) зіграв матч з чехословацькою командою «Жиденице» (Брно), на якому був присутнім тодішній президент Польщі Ігнацій Мосцицький. По ліквідації «Погоні» на початку 30-х років на стадіоні домашні матчі проводив клуб «Огнисько» (Вільно). У вересні 1936 року стадіон прийняв чоловічий чемпіонат Польщі з легкої атлетики.
По завершенні Другої світової війни Вільно увійшло до складу СРСР. Стадіон же був відновлений у 1950 році німецькими військовополоненими, побудована західна трибуна й обладнано футбольне поле з біговими доріжками навколо нього. Стадіон спочатку носив назву «Спартак». Пізніше були збудовані залізобетонні трибуни навколо футбольного поля на 18 тисяч глядачів (за іншими даними, бетонні трибуни обладнані на 20 тисяч глядачів). Стадіон зайняв площу в 22 га і став першою частиною спортивного комплексу, який утворили побудований в 1955 році великий спортивний зал, поруч з ним — літній відкритий плавальний басейн, обладнаний в 1958 році, і простора будівля зимового закритого плавального басейну (знесений у 2004 році), до яких пізніше додався Палац спорту (1971). У 1961 році був перейменований у «Жальгіріс», цю назву носив до кінця 2010 року.

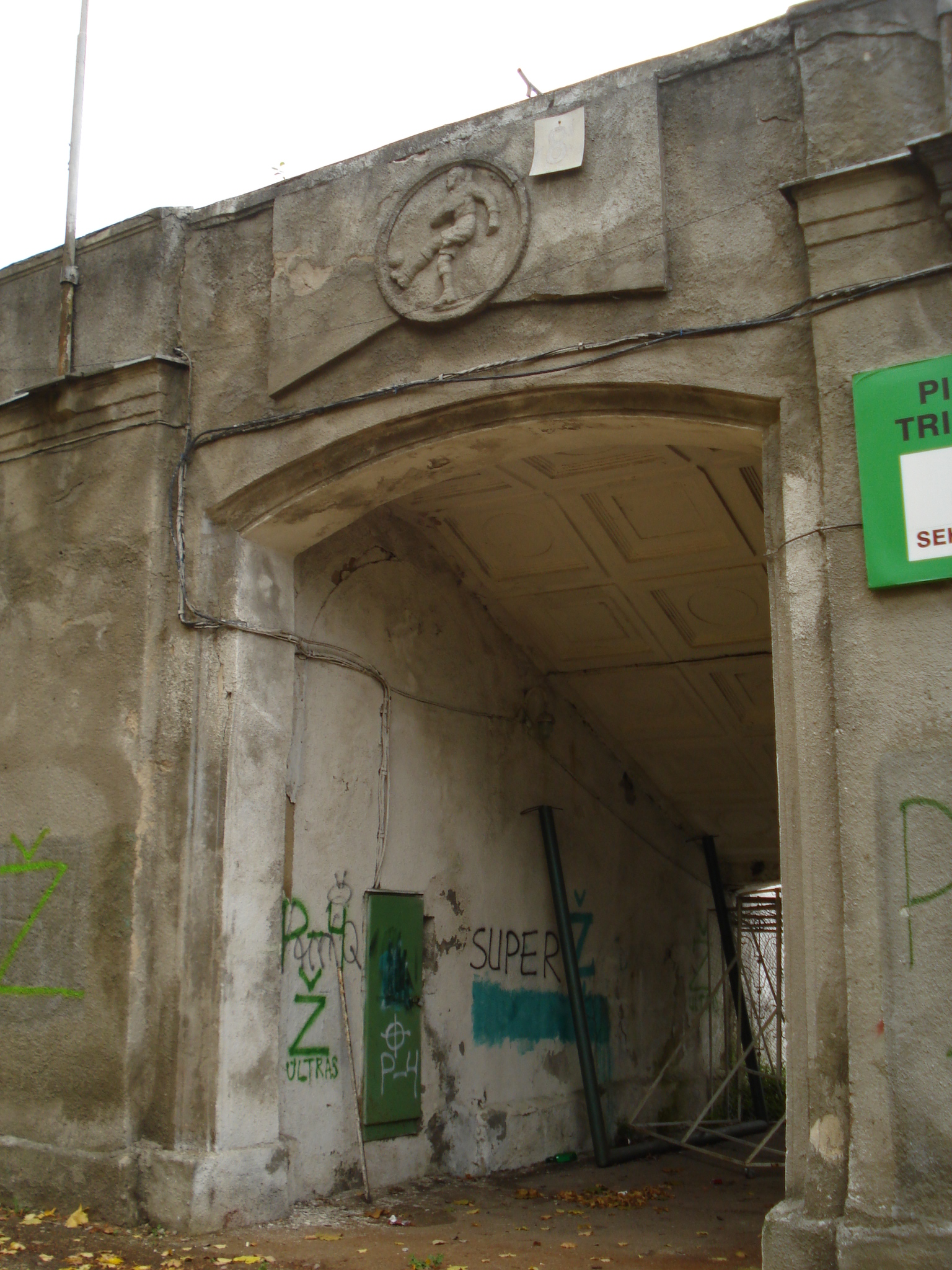
Вхід з південної трибуни

Після здобуття незалежності Литви стадіоном володіла фірма «Žalgirio sporto arena». Він використовувався національною збірною, але в останні роки він втратив своє значення як національний стадіон, й всі міжнародні футбольні матчі проводилися або на стадіоні ім. С. Дарюса та С. Гіренаса в Каунасі, або на новому стадіоні ЛФФ у Вільнюсі. У 2012 році банк «Укьо Банкас» (Ūkio bankas) збільшив частку акцій фірми, яка знаходяться в його управлінні, до 100 %. У 2013 році банк «Шаулю Банкас» (Šiaulių bankas) успадкував майно збанкрутілого «Укьо банку» та його дочірнього підприємства «Žalgirio sporto arena», в тому числі стадіон «Жальгіріс».
У 2015 році литовська компанія з торгівлі нерухомістю Hanner Арвідаса Авуліса (конкретно — ЗАТ «Promola») придбала у «Шаулю Банкас» стадіон і будівлі на його території (площею 8 га). Територію планували розділити на дві частини — житлову й комерційну — й зробити забудову житловими будинками, готелями та офісами
Демонтаж стадіону розпочався 5 липня 2016 року. станом на 2018 рік на його території був побудований комплекс житлових будинків й комерційних будівель.

## Рекорди збірної Литви з футболу
національна збірна Литви зіграла на спортивній арені 23 матчі. Найвищий показник відвідуваності (15 000 глядачів) зафіксовано 26 квітня 1995 року на матчі кваліфікації чемпіонату Європи Литва — Італія. Також на цьому стадіоні зафіксована найбільша домашня поразка збірної Литви — 0:4, 4 вересня 1999 року в поєдинку кваліфікації чемпіонату Європи проти Чехії.